# 文羣
文羣（1884年3月10日—1969年3月5日），字紹榮，號詔雲，筆名召生、章貢，江西萍鄉县城花庙前人，江西議會的合羣社主要成員之一。學部試驗取法政科舉人。

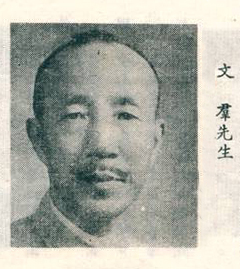

## 生平[2][3]
十二歲其父光緒十八年壬辰科進士文緝熙病逝，由其岳父黃適庵教養，迄光緒二十八年，均居住黃家，由黃氏延師課讀，三十年，入江西高等學堂。同年冬，江西舉行留日學生考試，文氏應試錄取。翌年夏赴日本；九月，入早稻田大學清國留學生部補習日語，一年結業。三十二年秋，入日本中央大学經濟科。
1905年，文羣東渡日本留學，初入早稻田大学，后转入中央大学研读经济，其間加入同盟會擔任革命雜誌《江西》的主編職務。於1911年從日本中央大學畢業。
1911年10月底，文羣回贛參與策劃江西獨立事宜。辛亥革命成功之後，出任临时参议院江西省议员，參與了《臨時約法》的制訂工作，隨後當選國會眾議院議員。二次革命時期參與討袁行動，革命失敗後逃亡日本。
1916年返國出任北洋政府的農商部次長，次年代理總長。民國9年，任中華民國軍政府財政次長。1924年，為响應江西「贛人治贛」的主張，返昌出任江西財政廳長。1931年任江西省政府委員。1933年，調任國民政府南昌行營第二廳第二組組長，負責「剿匪」工作。1935年任全國經濟委員會合戰事業委員會委員。1938年8月任國民政府內政部禁煙委員會委員。1936年9月至1945年11月任江西省財政廳長。抗戰勝利后，調任東北行轅財政處長。1948年10月任立法院立法委員。1949年。隨國民政府遷往臺灣，民國44年前往美國考察一年；1969年冬逝于台北。